# Palmeras Tour
Palmeras Tour es la nueva gira de conciertos de la cantante cordobesa India Martínez; forma parte de la promoción de su último disco en el mercado: Palmeras (publicado en octubre de 2019). Las primeras fechas fueron confirmadas por la cantante a través de sus redes sociales. La cantante cordobesa debió reprogramar algunas fechas de conciertos debido a la pandemia de COVID-19 que sufrió el continente europeo.

## Repertorio
A continuación se expone el repertorio del concierto celebrado el pasado 10 de diciembre de 2019 en el auditorio Víctor Villegas de Murcia:
1. La gitana.
2. Conmigo.
3. Pose natural.
4. Todo no es casualidad.
5. Corazón hambriento.
6. Convénceme.
7. Besos escondíos.
8. A mí no me hables.
9. El aire y el baile + El aire.
10. Cielo y tierra.
11. Olvidé respirar.
12. Ángel.
13. Valiente cobarde.
14. Palmeras.
15. Los gatos no ladran.
16. 90 minutos.
17. En el jardín.
18. Sólo tú.
19. Vencer al amor.
20. En el patio.

## Fechas
La primera fecha anunciada recalaba en Murcia a principios de noviembre; sin embargo, por cuestiones de agenda, la artista tuvo que posponer su inicio hasta principios de diciembre en Torrevieja.
| Fecha                                      | Ciudad                     | País   | Recinto                                             |
| ------------------------------------------ | -------------------------- | ------ | --------------------------------------------------- |
| Primera Etapa (2019-2020)                  |                            |        |                                                     |
| 5 de diciembre de 2019                     | Torrevieja                 | España | Teatro municipal de Torrevieja                      |
| 10 de diciembre de 2019                    | Murcia                     | España | Auditorio Víctor Villegas                           |
| 29 de diciembre de 2019                    | Valladolid                 | España | Auditorio Miguel Delibes                            |
| 3 de enero de 2020                         | Gerona                     | España | Auditorio de Gerona                                 |
| 4 de enero de 2020                         | Tarragona                  | España | Palau Firal i de Congressos de Tarragona            |
| 11 de enero de 2020                        | Albacete                   | España | Palacio de Congresos de Albacete                    |
| 24 de enero de 2020                        | Vigo                       | España | Auditorio Mar de Vigo                               |
| 25 de enero de 2020                        | La Coruña                  | España | Palacio de la Ópera                                 |
| 7 de febrero de 2020                       | Madrid                     | España | WiZink Center                                       |
| 15 de febrero de 2020                      | Granada                    | España | Palacio de Congresos de Granada                     |
| 6 de marzo de 2020                         | Salamanca                  | España | Centro de las Artes Escénicas y de la Música        |
| 7 de marzo de 2020                         | Pamplona                   | España | Auditorio Baluarte                                  |
| Segunda Etapa: Conciertos Íntimos (2020)   |                            |        |                                                     |
| 18 de julio de 2020                        | Coslada                    | España | Campo de fútbol de La Vía                           |
| 25 de julio de 2020                        | Priego de Córdoba          | España | Recinto ferial de Priego de Córdoba                 |
| 7 de agosto de 2020                        | Algeciras                  | España | Plaza de Toros Las Palomas                          |
| 8 de agosto de 2020                        | Torredelcampo              | España | Auditorio del recinto ferial                        |
| 14 de agosto de 2020                       | Marbella                   | España | Auditorio del Festival Starlite                     |
| 10 de septiembre de 2020                   | Granada                    | España | Palacio de Congresos de Granada                     |
| 12 de septiembre de 2020                   | Mairena del Aljarafe       | España | Centro Hípico de Mairena del Aljarafe               |
| 25 de septiembre de 2020                   | Tabernes de Valldigna      | España | Recinto Mediterránea                                |
| Tercera Etapa: Conciertos Adaptados (2021) |                            |        |                                                     |
| 13 de marzo de 2021 (18:00h)               | Barcelona                  | España | Auditori del Fòrum                                  |
| 13 de marzo de 2021 (20:30h)               | Barcelona                  | España | Auditori del Fòrum                                  |
| 17 de abril de 2021                        | Orihuela                   | España | Teatro Circo Atanasio Díe Marín                     |
| 24 de abril de 2021                        | Las Palmas                 | España | Auditorio Alfredo Kraus                             |
| 25 de abril de 2021                        | Las Palmas                 | España | Auditorio Alfredo Kraus                             |
| 5 de junio de 2021                         | Logroño                    | España | Riojaforum                                          |
| 20 de junio de 2021                        | Valencia                   | España | Palau de les Arts Reina Sofía                       |
| 2 de julio de 2021                         | Soria                      | España | Plaza de Toros de Soria                             |
| 3 de julio de 2021                         | Alcaudete                  | España | Auditorio municipal de Alcaudete                    |
| 4 de julio de 2021                         | Zamora                     | España | Auditorio Ruta de La Plata                          |
| 6 de julio de 2021                         | Murcia                     | España | Parque Murcia Río                                   |
| 16 de julio de 2021                        | Madrid                     | España | Hipódromo de la Zarzuela                            |
| 17 de julio de 2021                        | Medellín                   | España | Teatro Romano de Medellín                           |
| 23 de julio de 2021                        | Motril                     | España | Plaza de Toros de Motril                            |
| 30 de julio de 2021                        | Isla Cristina              | España | Recinto ferial El Carmen                            |
| 31 de julio de 2021                        | Málaga                     | España | Auditorio municipal Cortijo de Torres               |
| 3 de agosto de 2021                        | Jerez de la Frontera       | España | Patio de la Tonelería                               |
| 6 de agosto de 2021                        | Úbeda                      | España | Plaza de Toros de Úbeda                             |
| 7 de agosto de 2021                        | Guijuelo                   | España | Recinto de Conciertos de Guijuelo                   |
| 11 de agosto de 2021                       | Berja                      | España | Plaza de Toros de Berja                             |
| 13 de agosto de 2021                       | Almendralejo               | España | Plaza de Toros de Almendralejo                      |
| 15 de agosto de 2021                       | Capdepera                  | España | Torre de Canyamel                                   |
| 16 de agosto de 2021                       | Sant Feliu                 | España | Guixols Arena                                       |
| 20 de agosto de 2021                       | Cartagena                  | España | Auditorio Paco Martín-Parque Torres                 |
| 21 de agosto de 2021                       | Las Torres de Cotillas     | España | TBA                                                 |
| 26 de agosto de 2021                       | Almería                    | España | Auditorio del recinto ferial                        |
| 29 de agosto de 2021                       | Laguna de Duero            | España | Plaza de Toros de Laguna de Duero                   |
| 2 de septiembre de 2021                    | Calasparra                 | España | Estadio municipal de atletismo                      |
| 4 de septiembre de 2021                    | Socuéllamos                | España | Plaza de toros de Socuéllamos                       |
| 5 de septiembre de 2021                    | Móstoles                   | España | Plaza de Toros de Móstoles                          |
| 7 de septiembre de 2021                    | Monóvar                    | España | Jardines del Casino de Monóvar                      |
| 9 de septiembre de 2021                    | Teror                      | España | Auditorio de Teror                                  |
| 10 de septiembre de 2021                   | Madridejos                 | España | Plaza de Toros de Madridejos                        |
| 18 de septiembre de 2021                   | Getafe                     | España | Parque de la Alhóndiga                              |
| 24 de septiembre de 2021                   | Córdoba                    | España | Plaza de Toros Los Califas                          |
| 10 de octubre de 2021                      | Sevilla                    | España | Plaza de España                                     |
| 11 de octubre de 2021                      | Nerja                      | España | Plaza de España                                     |
| 21 de octubre de 2021                      | Palma de Mallorca          | España | Auditorium de Palma de Mallorca                     |
| 23 de octubre de 2021                      | Bonares                    | España | Recinto ferial de Bonares                           |
| 29 de octubre de 2021                      | Albox                      | España | Recinto ferial de Albox                             |
| 28 de noviembre de 2021                    | Bilbao                     | España | Palacio Euskalduna                                  |
| 29 de noviembre de 2021                    | San Sebastián              | España | Auditorio Kursaal                                   |
| 5 de diciembre de 2021                     | Zaragoza                   | España | Sala Mozart Auditorio de Zaragoza                   |
| 10 de diciembre de 2021                    | Albacete                   | España | Palacio de Congresos de Albacete                    |
| 22 de diciembre de 2021                    | Pamplona                   | España | Navarra Arena                                       |
| 26 de diciembre de 2021                    | Alicante                   | España | Auditorio de la Diputación de Alicante              |
| 7 de enero de 2022                         | Barcelona                  | España | Auditori Fòrum CCIB                                 |
| Cuarta Etapa: 90 Minutos + (2022)          |                            |        |                                                     |
| 11 de junio de 2022                        | Illescas                   | España | Espacio Escénico Cubierto                           |
| 18 de junio de 2022                        | Archena                    | España | Recinto Plaza Valle de Ricote                       |
| 21 de junio de 2022                        | Madrid                     | España | Real Jardín Botánico UCM                            |
| 24 de junio de 2022                        | Badajoz                    | España | Auditorio del recinto ferial                        |
| 1 de julio de 2022                         | Huércal de Almería         | España | Aparcamiento edificio cultural-Paseo del Generalife |
| 2 de julio de 2022                         | Benicàssim                 | España | Recinto de Festivales de Benicàssim                 |
| 3 de julio de 2022                         | Gerona                     | España | Anexo al estadio de Montilivi                       |
| 9 de julio de 2022                         | Águilas                    | España | Recinto Plaza Antonio Cortijos                      |
| 10 de julio de 2022                        | Valencia                   | España | Jardines de Viveros                                 |
| 12 de julio de 2022                        | Elche                      | España | Explanada Aparcamiento UMH                          |
| 17 de julio de 2022                        | Palos de la Frontera       | España | Foro Iberoamericano de La Rábida                    |
| 20 de julio de 2022                        | Puerto de la Cruz          | España | Explanada del Muelle de Puerto de la Cruz           |
| 22 de julio de 2022                        | Talayuela                  | España | Ciudad deportiva de Talayuela                       |
| 23 de julio de 2022                        | Villanueva de la Serena    | España | Anexo al estadio Villanovense                       |
| 2 de agosto de 2022                        | La Unión                   | España | Mercado Público de La Unión                         |
| 5 de agosto de 2022                        | Mota del Cuervo            | España | Recinto ferial de Mota del Cuervo                   |
| 12 de agosto de 2022                       | Sotogrande-San Roque       | España | Santa María Polo Club                               |
| 13 de agosto de 2022                       | San Lorenzo de El Escorial | España | Lonja del Real Monasterio de San Lorenzo            |
| 14 de agosto de 2022                       | Pineda de Mar              | España | Recinto Arts D'Estiu                                |
| 16 de agosto de 2022                       | Torrelavega                | España | Teatro municipal Concha Espina                      |
| 18 de agosto de 2022                       | Chiclana de la Frontera    | España | Poblado de Sancti Petri                             |
| 19 de agosto de 2022                       | Málaga                     | España | Auditorio municipal Cortijo de Torres               |
| 20 de agosto de 2022                       | Ciudad Real                | España | Auditorio de La Granja                              |
| 22 de agosto de 2022                       | Martos                     | España | Auditorio municipal de Martos                       |
| 26 de agosto de 2022                       | Madrigueras                | España | Parque municipal-Patio CEIP Constitución Española   |
| 27 de agosto de 2022                       | Tomelloso                  | España | Estadio municipal Paco Gálvez                       |
| 31 de agosto de 2022                       | San Sebastián de los Reyes | España | Anfiteatro municipal Parque de La Marina            |
| 2 de septiembre de 2022                    | Medina del Campo           | España | Estadio municipal de Medina del Campo               |
| 9 de septiembre de 2022                    | Melilla                    | España | Recinto ferial-Plaza San Lorenzo                    |
| 11 de septiembre de 2022                   | Tinajo-Mancha Blanca       | España | TBA                                                 |
| 15 de septiembre de 2022                   | Fuenlabrada                | España | Campo de fútbol La Aldehuela                        |
| 23 de septiembre de 2022                   | Cádiz                      | España | Gran Teatro Falla                                   |
| 24 de septiembre de 2022                   | Cádiz                      | España | Gran Teatro Falla                                   |
| 30 de septiembre de 2022                   | Las Rozas                  | España | Recinto ferial de Las Rozas                         |
| 1 de octubre de 2022                       | La Coruña                  | España | Palacio de la Ópera                                 |

## Conciertos no celebrados
| Fecha                    | Ciudad               | País      | Recinto                                | Estado                              | Motivo                                              |
| ------------------------ | -------------------- | --------- | -------------------------------------- | ----------------------------------- | --------------------------------------------------- |
| 7 de noviembre de 2019   | Murcia               | España    | Auditorio Víctor Villegas              | Aplazado (10 de diciembre de 2019)  | Incompatibilidad de agenda                          |
| 14 de marzo de 2020      | Barcelona            | España    | Auditori del Fòrum                     | Aplazado (13 de marzo de 2021)      | Pandemia de enfermedad por coronavirus de 2019-2020 |
| 20 de marzo de 2020      | Palma de Mallorca    | España    | Auditorium de Palma de Mallorca        | Aplazado (21 de octubre de 2021)    | Pandemia de enfermedad por coronavirus de 2019-2020 |
| 17 de abril de 2020      | San Sebastián        | España    | Auditorio Kursaal                      | Aplazado (29 de noviembre de 2021)  | Pandemia de enfermedad por coronavirus de 2019-2020 |
| 18 de abril de 2020      | Bilbao               | España    | Palacio Euskalduna                     | Aplazado (28 de noviembre de 2021)  | Pandemia de enfermedad por coronavirus de 2019-2020 |
| 1 de mayo de 2020        | Las Palmas           | España    | Auditorio Alfredo Kraus                | Aplazado (24 y 25 de abril de 2021) | Pandemia de enfermedad por coronavirus de 2019-2020 |
| 2 de mayo de 2020        | Puerto del Rosario   | España    | Palacio de Formación y Congresos       | Cancelado                           | Pandemia de enfermedad por coronavirus de 2019-2020 |
| 8 de mayo de 2020        | Cádiz                | España    | Gran Teatro Falla                      | Cancelado                           | Pandemia de enfermedad por coronavirus de 2019-2020 |
| 9 de mayo de 2020        | Cádiz                | España    | Gran Teatro Falla                      | Cancelado                           | Pandemia de enfermedad por coronavirus de 2019-2020 |
| 15 de mayo de 2020       | Santander            | España    | Palacio de Festivales                  | Cancelado                           | Pandemia de enfermedad por coronavirus de 2019-2020 |
| 16 de mayo de 2020       | Gijón                | España    | Teatro de La Laboral                   | Cancelado                           | Pandemia de enfermedad por coronavirus de 2019-2020 |
| 21 de mayo de 2020       | Buenos Aires         | Argentina | Teatro Coliseo                         | Cancelado                           | Pandemia de enfermedad por coronavirus de 2019-2020 |
| 22 de mayo de 2020       | Rosario              | Argentina | Teatro Broadway                        | Cancelado                           | Pandemia de enfermedad por coronavirus de 2019-2020 |
| 23 de mayo de 2020       | Córdoba              | Argentina | Quality Espacio                        | Cancelado                           | Pandemia de enfermedad por coronavirus de 2019-2020 |
| 29 de mayo de 2020       | Cartagena            | España    | Auditorio El Batel                     | Aplazado (9 de octubre de 2021)     | Pandemia de enfermedad por coronavirus de 2019-2020 |
| 6 de junio de 2020       | Logroño              | España    | Riojaforum                             | Aplazado (5 de junio de 2021)       | Pandemia de enfermedad por coronavirus de 2019-2020 |
| 12 de junio de 2020      | Elche                | España    | Rotonda del parque municipal           | Cancelado                           | Pandemia de enfermedad por coronavirus de 2019-2020 |
| 13 de junio de 2020      | Archena              | España    | Recinto Cine de Verano                 | Aplazado (3 de junio de 2021)       | Pandemia de enfermedad por coronavirus de 2019-2020 |
| 3 de julio de 2020       | Valencia             | España    | Jardines de Viveros                    | Aplazado (20 de junio de 2021)      | Pandemia de enfermedad por coronavirus de 2019-2020 |
| 18 de julio de 2020      | Medellín             | España    | Teatro Romano de Medellín              | Aplazado (17 de julio de 2021)      | Pandemia de enfermedad por coronavirus de 2019-2020 |
| 1 de agosto de 2020      | Isla Cristina        | España    | Recinto ferial El Carmen               | Aplazado (30 de julio de 2021)      | Pandemia de enfermedad por coronavirus de 2019-2020 |
| 6 de agosto de 2020      | Jerez de la Frontera | España    | Patio de la Tonelería                  | Aplazado (3 de agosto de 2021)      | Pandemia de enfermedad por coronavirus de 2019-2020 |
| 23 de agosto de 2020     | San Roque            | España    | Plaza de Toros de San Roque            | Cancelado                           | Pandemia de enfermedad por coronavirus de 2019-2020 |
| 18 de septiembre de 2020 | Zaragoza             | España    | Sala Mozart Auditorio de Zaragoza      | Aplazado (17 de septiembre de 2021) | Pandemia de enfermedad por coronavirus de 2019-2020 |
| 3 de octubre de 2020     | Alicante             | España    | Auditorio de la Diputación de Alicante | Aplazado (18 de abril de 2021)      | Pandemia de enfermedad por coronavirus de 2019-2020 |
| 10 de octubre de 2020    | Sevilla              | España    | Auditorio Rocío Jurado                 | Cancelado                           | Pandemia de enfermedad por coronavirus de 2019-2020 |
| 17 de octubre de 2020    | Jaén                 | España    | Auditorio de La Alameda                | Aplazado (16 de octubre de 2021)    | Pandemia de enfermedad por coronavirus de 2019-2020 |
| 18 de abril de 2021      | Alicante             | España    | Auditorio de la Diputación de Alicante | Aplazado (26 de diciembre de 2021)  | Pandemia de enfermedad por coronavirus de 2019-2020 |
| 3 de junio de 2021       | Archena              | España    | Recinto Cine de Verano                 | Cancelado                           | Pandemia de enfermedad por coronavirus de 2019-2020 |
| 26 de junio de 2021      | Rozas de Puerto Real | España    | TBA                                    | Cancelado                           | Pandemia de enfermedad por coronavirus de 2019-2020 |
| 18 de agosto de 2021     | Pamplona             | España    | Navarra Arena                          | Aplazado (22 de diciembre de 2021)  | Pandemia de enfermedad por coronavirus de 2019-2020 |
| 28 de agosto de 2021     | Gijón                | España    | Plaza de Toros El Bibio                | Cancelado                           | Pandemia de enfermedad por coronavirus de 2019-2020 |
| 15 de septiembre de 2021 | Albacete             | España    | Caseta de los Jardinillos              | Cancelado                           | Inclemencias meteorológicas                         |
| 17 de septiembre de 2021 | Zaragoza             | España    | Sala Mozart Auditorio de Zaragoza      | Aplazado (5 de diciembre de 2021)   | Restricciones de aforo por la pandemia de COVID-19  |
| 9 de octubre de 2021     | Cartagena            | España    | Auditorio El Batel                     | Cancelado                           | Desconocidos                                        |
| 16 de octubre de 2021    | Jaén                 | España    | Auditorio de La Alameda                | Cancelado                           | Motivos logísticos y operativos                     |